# Mercedes (Schiff)
Das Segelschiff Mercedes ist eine stählerne niederländische Brigg, die für Tages- und Abendfahrten eingesetzt wird. Der Großsegler entstand 2005 durch Umbau eines ehemaligen Trawlers.

## Beschreibung
Das Schiff ist als Brigg getakelt. Es ist 50 Meter lang, 7,6 Meter breit und verfügt über 18 Segel mit insgesamt 900 Quadratmetern Segelfläche. Die Masten haben eine Höhe von 35 Metern. Der Auxiliarsegler hat einen Dieselmotor vom Typ MWM TRHS 618 V16 mit einer Leistung von 588 Kilowatt. Maximal 140 Personen können bei Tagesfahrten auf dem Schiff mitsegeln, bei Kreuzfahrten sind es bis zu 36 Passagiere. Das Schiff verfügt jedoch über keine Kabinen für Gäste, da es als „Location“ für Incentives und Eventmarketing konzipiert ist. Die Mercedes nimmt an Großseglerregatten und -paraden teil, dazu gehörten Veranstaltungen an Atlantik und Ostsee, wie beispielsweise die Baltic Sail 2018.
Eigner und Betreiber ist Wind is our Friend C.V. in Leeuwarden.
Als Trawler war das Schiff mit einem Werkspoor-Diesel mit 1497 kW Leistung ausgerüstet.

## Geschichte
Das Schiff wurde 1958 als Trawler Huibertje mit dem Scheveninger Fischereikennzeichen SCH 242 für die niederländische Hochseefischerei gebaut. Bauwerft war die N.V. Scheepsbouw- en Rep. "De Hoop" v/h Gebr. Boot in Leiden (Baunummer 1439). Es wurde mehrfach verkauft und umbenannt: 1970 nach Goedereede als Ora et Labora GO 5, 1981 zunächst in Deo Volente GO 51 und im selben Jahr nach Ijmuiden als Ora et Labora IJM 15, 1982 dann nach Urk als Deo Juvante UK 367 und 1983 in Urk als Atlantic UK 375. 1988 wurde der Trawler an die britische Atlantic Ocean Fishing verkauft. In Atlantic A umbenannt, erhielt er das Fischereikennzeichen FD75 für den Hafen Fleetwood und die Nummer A16710 im Registry of Shipping and Seamen (RSS).
Im Jahr 2003 wurde das Schiff an das Charterunternehmen Wind is our friend in den Niederlanden verkauft und in Harlingen zum Segelschiff umgebaut. Im Mai 2005 wurde es als Mercedes in Dienst gestellt.

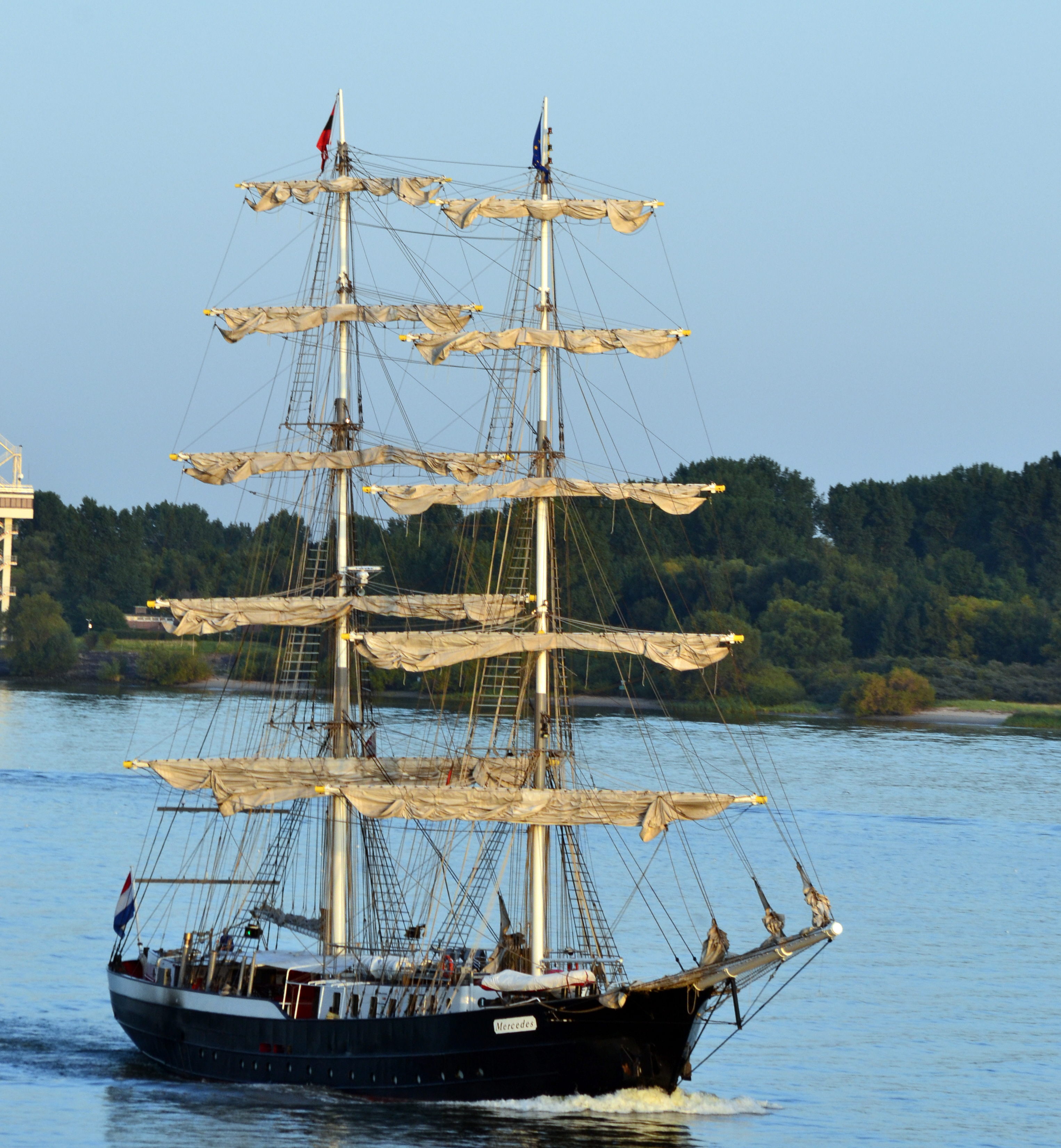
Auf der Elbe (2012)
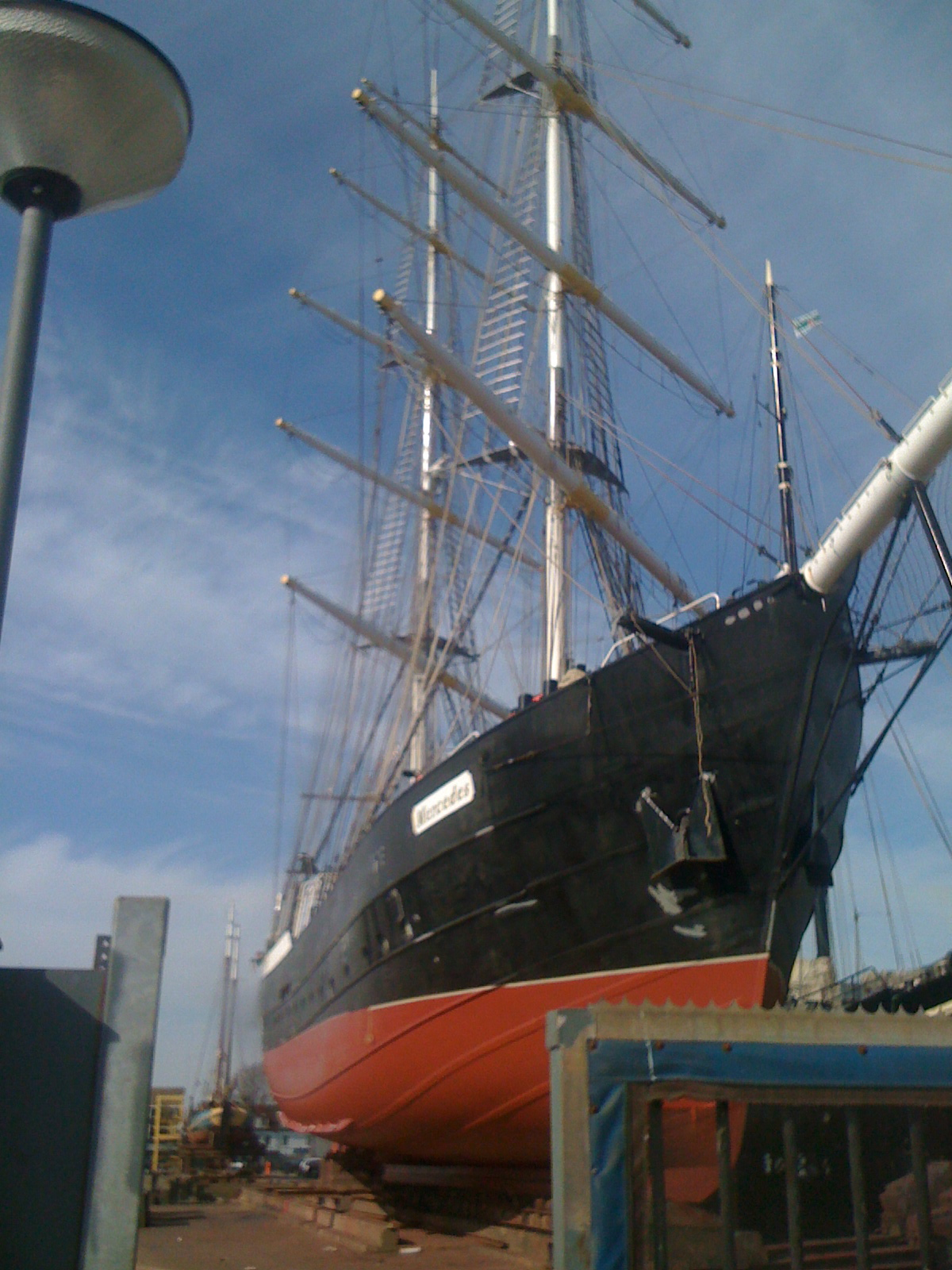
Mercedes im Dock (2010)